# سارة كينت (صحفية)
سارة كينت (بالإنجليزية: Sarah Kent)‏ هي صحفية بريطانية، ولدت في 1947.